# 蝙蝠侠新冒险
《蝙蝠侠新冒险》（英語：The New Batman Adventures，也经常简写为TNBA，别名：蝙蝠侠纽约骑士、新蝙蝠侠与罗宾冒险记或新蝙蝠侠传奇冒险等），是《蝙蝠侠：动画系列》（Batman: The Animated Series / BTAS）的续集。也是蝙蝠侠系列动画影集的第二部（共四部/季度）。由美国时代华纳旗下的华纳动画公司和DC漫画公司制作出品和发行。并于1997年9月13日在美国华纳动画天地电视台首播。配音演员采用原班人马，包括主演凯文·康罗伊饰演主角蝙蝠侠/布鲁斯·韦恩等。
《蝙蝠侠：动画系列》DVD套装在2004年问世，一共有发行4个套装，包括85集的1992-1995年系列第一部，以及此24集1997-1998年的第二部。
此系列电视动画剧集并于随后由中国国家广播电影电视总局挑选其中几集，与前作混合而成的共36集引入中国大陆地区，并在北京电视台、中国教育电视台和随后的各地电视台的动画频道进行播放。
此外，本剧集还延伸出了一部动画剧场版电影《蝙蝠侠：神秘的蝙蝠女》（Batman: The Mystery of the Batwoman）。和两部跨多平台的电子游戏《蝙蝠侠复仇》（Batman Vengeance）与《蝙蝠侠：辛特组的崛起》（Batman: Rise of Sin Tzu）